# Географија Кеније
Географија Кеније је разнолика и варира између 47 округа земље. Кенија има обалу на Индијском океану, која садржи мочваре источноафричких мангрова. У унутрашњости су широке равнице и бројна брда. Кенија се граничи са Јужним Суданом на северозападу, Угандом на западу, Сомалијом на истоку, Танзанијом на југу и Етиопијом на северу.
Централну и западну Кенију карактерише Кенијска раседна долина и централна провинција са највишом планином, планином Кенија и планином Елгон на граници између Кеније и Уганде. Шума Какамега у западној Кенији је остатак источне афричке прашуме. Много већа је шума Мау, највећи шумски комплекс у источној Африци.

## Географија

### Локација
- Источна Африка на обали Индијског океана између Сомалије и Танзаније
- Географске координате :1° 00′ N 38° 00′ E / 1.000° С; 38.000° И

### Подручје
- Укупно: 582.650,2 км²
- Земљиште: 569.140 км²
- Вода: 11.227 км²

### Границе земљишта
- Укупно: 3.457 км
- Дужина граница са околним државама: Етиопија 867 км, Сомалија 684 км, Јужни Судан 317 км, Танзанија 775 км, Уганда 814 км [1]

## Обала
- 536 км дуж Индијског океана.

### Поморска права
- Територијално море: 12 nmi (22,2 km; 13,8 mi)
- Искључива економска зона: 116.942 км²  и 200 nmi (370,4 km; 230,2 mi)
- Континентални појас: 200 м дубине или до дубине експлоатације

## Геологија
Већи део западне две трећине земље састоји се од плиоценско - плеистоценских магматских стена наталожених на прекамбријумским основним стенама. Југоисточни угао земље прекривен је седиментима Кару система од перма до касног тријаса и траком седимената из доба јуре дуж обале у области Момбасе. Корито Анза је јурски расцеп који се протеже правцем СЗ-ЈИ од обале Индијског океана до Судана северозападно од језера Туркана. Анза рифт је резултат распада Гондване.

## Клима
Клима Кеније варира у зависности од локације, од углавном хладне сваког дана, до увек топле/вруће. Клима дуж обале је тропска. То значи да су падавине и температуре више током целе године. У приморским градовима, Момбаси, Ламу и Малиндију, ваздух се мења из хладног у врућ, скоро сваки дан.
Што је даље унутар Кеније, клима постаје сушнија, скоро без падавина, а температура се значајно мења у зависности од доба дана/ноћи. У многим областима Кеније дневна температура расте за око 12 °C скоро сваки дан.
Надморска висина је главни фактор у нивоима температуре, са вишим областима, у просеку, 11 °C хладнијим, дању или ноћу. Многи градови на надморској висини од једног километра имају промене температуре од отприлике 10-26 °C. У Најробију, на 1.798 м, температуре су од 9-27 °C у Киталеу, на 1.825 м, крећу се од 11-28 °C. У планинским пределима температура падне на око 10-12 °C сваке ноћи.
На нижим надморским висинама, ниске температуре током ноћи близу нивоа мора су скоро исте као и високе температуре кенијских висоравни. Међутим, локације дуж Индијског океана имају умереније температуре, јер је неколико степени хладније током дана, као што је нпр. у Момбаси.
Постоје мале сезонске варијације у температури, од 4 °C, хладније у зимским месецима. Иако је центар Кеније на екватору, она дели годишња доба на јужној хемисфери: са најтоплијим летњим месецима у децембру–марту и најхладнијим зимским месецима у јуну–августу, опет са разликама у температури које варирају у зависности од локације у земљи.
На високим планинама, као што су планина Кенија, планина Елгон и Килиманџаро, време може постати јако хладно током већег дела године. На највишим планинама има мало снега.

### Климатске промене
Климатске промене представљају све већу претњу глобалном социо-економском развоју и одрживости животне средине и све више утичу на животе грађана Кеније и животну средину. Климатске промене су довеле до чешћих екстремних временских појава као што су суше које трају дуже него обично, нередовне и непредвидиве падавине, поплаве и повећање температура.
Ефекти ових климатских промена су додатно отежали већ постојеће изазове у погледу безбедности воде и хране и економског раста. Жетве и пољопривредна производња који чине око 33% укупног бруто домаћег производа  су такође у опасности. Повећане температуре, варијабилност падавина у аридним и полусушним областима и јаки ветрови повезани са тропским циклонима су заједно створили повољне услове за размножавање и миграцију штеточина. Предвиђа се да ће повећање температуре до 2,5 °C до 2050. повећати учесталост екстремних догађаја као што су поплаве и суше. Врући и суви услови у аридним и полусушним земљама чине суше или поплаве изазване екстремним временским променама још опаснијим. Обалне заједнице већ доживљавају пораст нивоа мора и повезане изазове као што је продор слане воде. Језеро Викторија, језеро Туркана и друга језера значајно су се повећала између 2010. и 2020. године  поплавивши заједнице на језерима.

## Рељеф
Терен Кеније се састоји од ниских равница које се уздижу у централне висоравни које су, заузврат, подељене Великом раседном долином. На западу земље постоји и плодна висораван.

### Екстреми надморске висине
Најнижа тачка на Кенији је на нивоу мора на Индијском океану. Највиша тачка Кеније је 5.197 m надморске висине на планини Кенија.

### Реке
Значајне реке у Кенији су река Тана, најдужа река у земљи, дуга нешто више од 1000 km, која покрива слив од преко 100.000 km², река Галана, са укупном дужином од око 390 km, док дренира површину од око 70.000 km², друга по дужини река у земљи и река Нзоја, која је дуга 275 км, која извире из планине Елгон.

### Природни ресурси
Природни ресурси који се налазе у Кенији укључују: кречњак, натријум карбонат, со, драго камење, флуорит, цинк, дијатомејску земљу, нафту, гас, злато, гипс, дивље животиње и хидроенергију.

### Коришћење земљишта
9,8% земљишта је обрадиво; трајни засади заузимају 0,9% земљишта, трајни пашњаци заузимају 37,4% земљишта; шума заузима 6,1% земљишта. Остале намене чине остатак земље Кеније. Ово су подаци од 2011.
1.032 км² кенијске земље је наводњавано 2003. године.

### Укупни обновљиви водни ресурси
30,7 km³ (2011)

### Захватање слатке воде
- Укупно: 2,74 км³/год
- По глави становника: 72,96 м³/год (2003.)

### Галерија
- Врхови Томпсон (4955 м), Батиан (5199 м) и Нелион (5188 м) на планини Кенији
- Велика раседна долина у близини Елдорета, Кенија
- Језеро Туркана
- Фотографија приказује масаи жирафу, највишу животињу у Кенији са Бритам торњем, највишом зградом и Кенијском комерцијалном банком Плаза, осмом највишом зградом у Кенији у позадини, у једином Националном парку у граду на свету, Националном парку Најроби

## Природне опасности
Природне опасности укључују понављајуће суше и поплаве током кишних сезона.
У земљи постоји ограничена вулканска активност. Вулкан Баријера (надм. вис. 1032 м) је последњи пут еруптирао 1921. године. Неколико других је било историјски активно.

### Еколошки проблеми

#### Текућа питања
Актуелни проблеми који тренутно угрожавају животну средину укључују загађење воде из урбаног и индустријског отпада; деградација квалитета воде услед повећане употребе пестицида и ђубрива; крчење шума; цветање водених зумбула у језеру Викторија; ерозија земљишта; дезертификација и криволов.

## Екстремне тачке
- Најсевернија тачка - планина Калуквакерит, округ Туркана
- Најисточнија тачка – тротмеђаа са Етиопијом и Сомалијом, округ Мандера
- Најјужнија тачка – тачка где граница са Танзанијом улази у Индијски океан, округ Квале
- Најзападнија тачка – неименовано земљиште западно од Порт Викторије, округ Бусија
  - Напомена: Планина Калуквакерит се налази у спорном региону троугла Илеми. Ако се ова област изузме, онда Кенија нема најсевернију тачку, јер је северна граница права линија.